# Solariola comata
Solariola comata (лат.) — вид жуков-долгоносиков рода Solariola из подсемейства Entiminae. Название происходит от латинского слова comatus (косматый, волосатый) из множества щетинок на роструме, а также в память о друге авторов Carlo Pesarini (1946—2017).

## Распространение
Встречаются в Италии, Сицилия (Messina, Peloritani Mountains, Rometta, Gimello, San Leone), на высоте от 400 до 500 м.

## Описание
Жуки-долгоносики мелкого размера с узким телом, длина от 2,90 до 3,15 мм, ширина надкрылий 1 мм, длина рострума от 0,45 до 0,50 мм, ширина до 0,35 мм. От близких видов отличается надкрыльями с близко расположенными и глубокими пунктурами, рострумом с щетинками (папполепидами), красновато-коричневым оттенком кутикулы. Основная окраска тела коричневая. Усики 11-члениковые булавовидные (булава из трёх сегментов). Глаза редуцированные. Скутеллюм очень мелкий. Коготки лапок одиночные. Встречаются в песчаных почвах. Предположительно ризофаги.

## Таксономия
Впервые был описан в 2019 году итальянскими энтомологами Чезаре Белло (Cesare Bello, Верона, Италия), Джузеппе Озелла (Giuseppe Osella, Верона) и Козимо Бавьера (Cosimo Baviera, Messina University, Мессина). По признаку менее коренастого тела (соотношение длины и ширины надкрылий EL/EW = около 2,00) и отсутствию на пронотуме специализированных щетинок (echinopappolepida) включают в состав видовой группы Solariola paganettii трибы Peritelini (или Otiorhynchini).